# Bayésianisme
Le bayésianisme est une forme d'épistémologie qui prône l'usage de l'inférence bayésienne dans le raisonnement scientifique en en faisant un critère de démarcation entre la rationalité et l'irrationalité de manière générale. Cela consiste à modéliser toute forme de croyance par un degré de crédibilité valant entre 0 et 1, et répondant aux axiomes des probabilités.
Il est populaire de diviser grossièrement les bayésiens en deux camps, qualifiés de subjectifs et d'objectifs, mais il existe dans le détail davantage de bayésianismes que l'on regroupe parfois en :
- bayésianisme subjectif (voir De Finetti) ;
- bayésianisme empirique (voir Ramsey) ;
- bayésianisme logique (voir Carnap) ;
- bayésianisme objectif (voir Jaynes).

Ces différentes écoles de pensée s'affrontent théoriquement sur la nature fondamentale des probabilités, et pratiquement sur les distributions de probabilités a priori qu'il est possible ou souhaitable d'utiliser dans diverses situations d'ignorance.
Une autre distinction est proposée par Lê Nguyên Hoang entre pur bayésianisme (basé sur les travaux de Solomonoff) et bayésianisme pragmatique qui cherche à approcher rapidement les calculs bayésiens exacts par des calculs heuristiques.